# Der Kopf, der nicht sterben durfte
Der Kopf, der nicht sterben durfte ist ein Horrorfilm von Joseph Green. Der Film wurde bereits 1959 unter dem Titel The Black Door fertiggestellt, jedoch erst am 3. März 1962 uraufgeführt. Der Film handelt von einem verrückten Wissenschaftler, der die Theorie entwickelt, dass Körperteile auch getrennt voneinander überlebensfähig sind.

## Handlung
Dr. Bill Cortner ist ein hoffnungsvoller Wissenschaftler, dessen hübsche Verlobte Jan Compton bei einem Autounfall enthauptet wird. Er nimmt ihren Kopf mit in sein Labor, wo er ihn wiederbelebt und in einer Schale am Leben erhält.
Um ihr einen neuen Körper geben zu können, entscheidet sich Cortner, im Rotlichtmilieu ein Opfer zu suchen und zu ermorden. Compton selbst ist davon schockiert und beschließt ihrerseits, Cortner umzubringen, da er ihr das Sterben verwehrt.
Sie beeinflusst mittels telepathischer Kräfte einen Mutanten, der in einer Laborzelle eingesperrt ist und bringt ihn dazu, erst Cortners Assistenten zu töten und anschließend Cortner selbst. Danach flieht der Mutant mit einem Opfer, das Cortner als Körperspender ausgesucht und in sein Haus gelockt hat. Währenddessen brennt das gesamte Haus nieder, und auch Compton stirbt mit einem wahnsinnigen Lachen.

## Bemerkungen
- Die Produktionskosten betrugen lediglich 62.000 US-Dollar.[1]
- Dieses Thema wurde auch in der Filmkomödie  Der Mann mit zwei Gehirnen aufgegriffen

## Uraufführungen
- Deutschland: 25. Februar 1962
- USA: 10. August 1962[2]

## DVD-Veröffentlichungen
- 2002 wurde eine ungeschnittene 35-mm-Version von Synapse Film in eine Special Edition veröffentlicht. Diese läuft 85 Minuten und legt einen größeren Schwerpunkt auf die Stripperszenen als auf die für die damalige Zeit großen Splattereffekte.
- Eine Mystery-Science-Theater-3000-Version wurde von Rhino Home Video veröffentlicht.
- Die Cinema Insomnia-Version wurde von Apprehensive Films veröffentlicht.